# Jan Sundberg (bankman)
Jan Sundberg, född 13 maj 1894 i Finström, död 18 juni 1976 i Mariehamn, var en finländsk bankman. 
Som ung student anslöt sig Sundberg till jägarrörelsen och utbildades vid Lockstedter Lager i Hohenlockstedt nära Hamburg. Under krigsåren gjorde han äventyrliga spionresor över Ålands hav för att rapportera till svenska och tyska regeringarna om förhållandena i den åländska övärlden. Han räknas som en av idégivarna när tanken på en åländsk återförening med det gamla moderlandet Sverige blev aktuell. Därmed bidrog han verksamt till att Åland slutligen fick sin särställning inom Finlands gränser. Från 1921 till 1967 var han verksam som bankman, längsta tiden som chef för Helsingfors Aktiebanks kontor i Mariehamn.